# Збігнєв (великопольський князь)
Збігнєв (пол. Zbigniew; між 1070 та 1073 — 8 липня 1113) — польський князь у 1102—1107 роках.

## Життєпис

### Молоді роки
Походив з династії П'ястів. Син Владислава I, князя Польщі, та Пшеслави Правдзиць. Одні джерела стверджують, що Пшеслава була коханкою князя, інші — дружиною, але шлюб був укладений за поганським звичаєм, а тому Збігнєв вважався незаконнонародженим. Зростав при дворі свого батька.
У 1080 році Владислав I одружився з богемською принцесою Юдитою й видалив від себе Пшеславу, але з огляду на безпліддя нової дружини Збігнєв продовжував вважатися спадкоємцем престолу. Водночас Польські володарі стикнулися з амбіціями Вратислава II, короля Богемії.
Ситуація змінилася 1085 року, коли під тиском магнатів Владислав I свого небожа Мешко (син Болеслава II Сміливого), що мешкав в Угорщині, визнав спадкоємцем. 1086 року княгиня Юдита народила сина Болеслава. Після цього Збігнєва стали готувати до духовної кар'єри, в чому допомагала бабуся Марія Добронега. Через юний вік він не міг бути висвячений на священика, а тому спочатку був призначений каноніком Кракова. Опанувати церковними знаннями допомагав Збігнєву Оттон, майбутній єпископ Бамбергу.
У 1089 році Збігнєва фактично заслано до Кведлінбурзького абатства за ініціативи нової мачухи — Юдити Швабської. Його планували постригти в ченці, щоб виключити з лінії спадкоємства. В цей же час при загадкових обставинах помер Мешко. Вважається, що Владислав I розчищав шлях до трону синові Болеславу.
У той же час реальна влада у Польщі фактично перейшла до Сецеха, воєводи Владислава І. Надмірне піднесення нобіля, який для задоволення власних амбіцій не зважав ні з чиїм життям, викликало невдоволення інших магнатів. У 1093 році група сілезьких шляхтичів викрала Збігнєва з абатства і привезла до Польщі. Молодий княжич очолив повстання проти воєводи Сецеха. Владислав I був змушений видати «Акт щодо легітимізації», визнавав Збігнєва законним сином і спадкоємцем престолу. Сецех з Болеславом втекли до Угорщини, звідки стали нападати на Збігнєва. У 1096 році Сецех розбив повстанців при Гопло і взяв у полон Збігнєва, але 1097 року був змушений відпустити за наполяганням церкви.

### Князь Великої Польщі

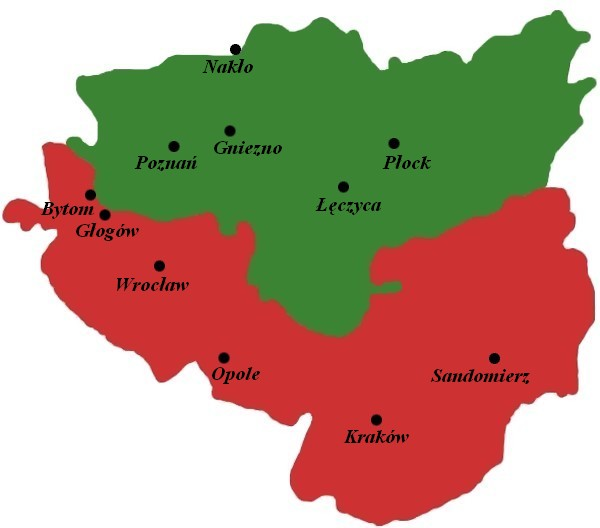
Володіння Збігнєва (позначено зеленим кольором)

У 1098 році Збігнєв і Болеслав об'єдналися в боротьбі проти Сецеха. Вони вмовили батька дати їм частину областей. Владислав I погодився, надавши Збігнєва Велику Польщу, Куявію, Ленчицю і Сєрадз. Втім Владислав I продовжував підтримувати Сецеха. У 1099 році в битві біля Жарновцом військо князя і його воєводи була розбита повстанцями. Владислав I віддалив Сецеха від двору, і той сховався у власному замку. Владислав I зробив спробу прийти на допомогу колишньому воєводі, але був розбитий військами Збігнєва і Болеслава біля Плоцька й був змушений вигнати Сецеха з країни, а незабаром після цього помер сам, не залишивши ніяких чітких розпоряджень про спадковості трону.
Після смерті Владислава I у 1102 році Збігнєв разом з Болеславом розділили батьківські володіння. Збігнєв отримав Мазовію, а Болеслав — Сандомир. Польща фактично виявилася розділеною на дві держави, кожне з яких проводило власну зовнішню і внутрішню політику. При цьому Збігнєв вважав себе старшим князем, що вело до виникнення конфліктів. Особливо гострими були розбіжності у взаєминах з Помор'ям: Збігнєв був прихильником збереження дружніх відносин з північним сусідом, а Болеслав постійно намагався послати туди загарбницькі загони лицарів.
Конфліктуючи між собою, брати стали шукати союзників серед сусідніх держав. Збігнєв зблизився з князівством Богемія, а Болеслав — з Київською Руссю. У 1105 році брати домовилися дотримуватися інтереси один одного у зовнішній політиці, але поморське питання залишалося невирішеним.
У 1106 році Збігнєв був атакований Болеславом, який спирався на угорські війська. Збігнєв був змушений визнати верховенство Болеслава і поступитися йому Великою Польщею, Куявією, Ленчицем і Сєрадзом, залишивши собі лише Мазовію як лен. Втім Збігнєв не став коритися братові. Він відмовився зруйнувати фортецю в Пулавах і надати військову допомогу Болеславу III в поході на Помор'я взимку 1107—1108 років. Болеслав за підтримки київських і угорських союзників почав кампанію проти Збігнєва. Останній зазнав поразки, втратив Мазовію й був вимушений втекти з країни.

### У вигнанні
Спочатку Збігнєв переховувався в Помор'ї і Чехії, а потім оселився в Німеччині при дворі імператора Генріха V. Останній у 1109 році вдерся до Польщі під приводом реставрації Збігнєва. Поляки героїчно обороняли кожне місто і змусили імператора відступити.
Зазнавши невдачі, Збігнєв втік до Чехії. Він почав організовувати повстання в Сілезії проти імперських військ, що призвело до польсько-чеському конфлікту в 1110 році. 1111 року володарі двох держав — Владислав І і Болеслав III — уклали перемир'я, однією з умов якого була видача Збігнєва польській владі. Колишньому князю дали у володіння Серадз, але той не упокорив пиху. Болеслав III розцінив клятву Збігнєва вірності брехливою та випадок, що перед Збігнєвом слуги несли меча як державну зраду, тому 1112 року захопив й засліпив його. За це Болеслава III було відлучено від церкви архієпископом Мартином I, вірним прихильником Збігнєва.
Про смерть Збігнєва нічого не відомо. Запис в документах бенедиктинського монастиря в Тинець від 8 липня 1113 року про смерть брата Збігнєва іноді вважають звісткою про смерть колишнього князя.